# 森川俊胤
森川 俊胤（もりかわ としたね）は、下総生実藩の第4代藩主。江戸幕府の若年寄である。

## 生涯
寛文10年（1670年）4月12日、第3代藩主・森川重信の長男として江戸藩邸で生まれる。第5代将軍・徳川綱吉の御伽衆に任じられた。元禄5年（1692年）6月27日、父が病気により隠居したため家督を継ぎ、10月29日に奥詰に任じられた。元禄6年（1693年）4月22日に綱吉の小姓に任じられ、5月4日には大番頭に任じられた。12月18日に従五位下・紀伊守に叙位・任官する。
その後は幕命により大坂城・二条城・江戸城の城番を歴任し、宝永5年（1708年）1月16日に出羽守に遷任する。綱吉没後の宝永6年（1709年）4月6日には第6代将軍・徳川家宣の側衆に任じられ、宝永7年（1710年）9月21日に寺社奉行と奏者番を兼任する形で任命された。正徳4年（1714年）9月6日に若年寄に任じられ、江戸城西の丸修築などで功績を挙げた。
第8代将軍・徳川吉宗にも仕え、享保の改革では月光院ら大奥の諸事を担当する役目を任じられたが、次第に吉宗から疎まれて享保2年（1717年）11月16日に若年寄を解任された。享保9年（1724年）、吉宗の世子である徳川家重が元服すると、家重の「重」が自らの名前と同じであることを避けるために、子の重基（改名して俊常）と共に名前を重令（しげのり）から俊胤と改名した。
享保17年（1732年）閏5月11日、病気により家督を次男の俊常に譲って隠居し、出家して悠計と号した。俊常は享保19年（1734年）7月1日に俊胤に先立って38歳で死去した。寛保2年（1742年）に鉄砲洲の下屋敷に移り、延享3年（1746年）1月24日に死去した。享年77。

## 系譜
父母
- 森川重信（父）
- 井上正利の娘（母）

正室
- 亀井茲政の娘

側室
- 放雲院

子女
- （長男）
- 森川俊常（次男）生母は放雲院（側室）
- 森川重能（三男）生母は正室